# 原田夏希 (テニス選手)
原田 夏希（はらだ なつき、1972年8月22日 - ）は、日本の男性テニス選手、指導者。

## 経歴
東京都三鷹市出身。早稲田大学在学中の1993年にバッファローで開催されたユニバーシアードの混合ダブルスに青山学院大学在学中の平木理化とともに出場し、決勝でアルメニアのペアを破り優勝した。このことにより日本テニス協会よりこの年の優秀選手賞を授与されている。同年は全日本テニス選手権の混合ダブルスに飯田栄とのペアで出場しているが、決勝で村上孝志と溝口美貴のペアに敗れている。
大学卒業後は日本電気に入社。その後退社し佐伯美穂、中村藍子、森上亜希子、土居美咲などの専属コーチを務めた。2012年4月から奈良くるみの専属コーチになり、2014年4月に安藤証券に入社した。